# Lellens
Lellens (Gronings: Lelns) is een dorp in de gemeente Groningen in de Nederlandse provincie Groningen. Het dorp telt ongeveer 70 inwoners (2023). Het postcodegebied van Lellens telt 86 inwoners (2008). Het werd in 1988 aangewezen als enige beschermde dorpsgezicht in de toenmalige gemeente Ten Boer.

## Geschiedenis
Lellens is ontstaan als rechthoekige wierde op een oeverwal van de voormalige Fivel. De wierde is nog niet onderzocht, zodat over de ouderdom daarvan niets bekend is. Er wordt in elk geval gedacht dat het dorp in de vroege middeleeuwen ontstaan is. Op het oostelijke deel van de wierde staan de woningen. Op het westelijke deel staan de kerk en enkele boerderijen. Lellens behoorde vroeger tot het onderkwartier Westerambt van het Groninger Ommeland Fivelgo en daarbinnen tot in de 17e eeuw tot het kerspel Stedum, waarna het een zelfstandig kerspel werd. In de Franse tijd werd Lellens bij Ten Boer gevoegd.

### Naam

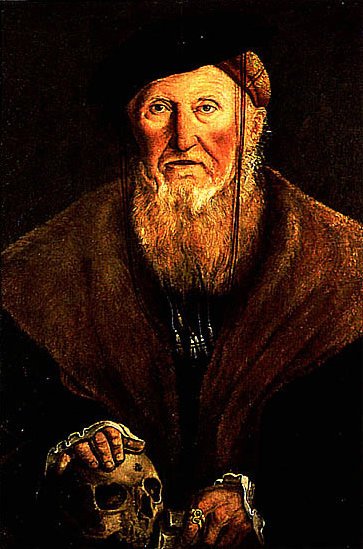
Eltet tho Lellens, wellicht de bekendste inwoner van het dorp.

Een oude naam voor het dorp is 'Lellenze' (1462; het suffix -enze wijst op de mogelijk oorspronkelijke schrijfwijze Lellingi), maar reeds rond 1500 wordt gesproken van Lellens. De Vries geeft aan dat Förstemann's Altdeutsches Namenbuch Lellens afleidt van de mansnaam Lel(le). De mansnaam Lello of Lallo wordt door Förstemann genoemd als 'secundaire koosvorm' (van koosnaam), maar wordt door hem ook in verband gebracht met 'lellen' of 'lallen'. Verwezen wordt door hem ook naar het voorkomen van de oude naam 'Lellenheim' (ca. 1200) voor het dorp Lelm (nu onderdeel van Königslutter am Elm in Nedersaksen).

### Borgen
In eind-15e-eeuwse bronnen wordt voor het eerst gesproken over een borg die ten zuidwesten van Lellens stond, het Huis te Lellens. De eerste bewoners van die borg waren leden van het geslacht 'to Lellens'. Het eerste familielid dat wordt genoemd is Eltet to Lellens in 1498, mogelijk dezelfde die tussen 1526 en 1553 diverse malen burgemeester van de stad Groningen was. Er is een portret van hem bewaard gebleven dat geldt als het oudste portret van een Groninger burgemeester. Of hij de eerste borgbewoner was, is onbekend evenals de relatie tussen de familie 'to Lellens' en de naam van het dorp. De borg kwam in 1625 handen van Berent Gruys. De familie Gruys had een grote invloed in de omgeving en Berents zoon Hillebrant Gruys wist Lellens in de 17e eeuw tot een eigen kerspel te maken. Tot dan had het dorp bij Stedum behoord. In 1666 werd door de jonkers Hillebrant Gruys en Johan Clant van Nittersum een ruil van rechten aangegaan, waardoor Lellens een zelfstandige rechtstoel en kerspel werd. Het jaar erop werd de kerk van Lellens gebouwd, waarbij Gruys met Clant overeenkwam dat een deel van de bouwkosten door de kerk van Stedum werd gedragen. In de kerk hangt een uit 1660 daterend rouwbord van Cecilia Tamminga, de vrouw van Berend Gruys. De borg is in 1897 gesloopt.
Een tweede borg was Oostbroek (of Oosterbroek), die eigenlijk bij Kröddeburen stond (ten westen van de Stadsweg, ten noorden van de Eestumerweg), maar formeel onder Lellens viel. Vroeger stond hier of hiernaast waarschijnlijk een boerderij. In 1689 verkreeg de familie Oostbroek de borg. In 1769 wordt het als 'buiten' vermeld van Lucas Hamminck, die lid was van de Groningse Gezworen gemeente. In 1771 werd hij ook eigenaar van het Huis te Lellens. Rond 1780 stond de borg op kaarten als 'Hamminck borg' vermeld naar de eigenaar. Na een aantal malen van eigenaar te zijn verwisseld werd Oostbroek samen met het Huis te Lellens in 1798 publiek verkocht. In 1813 werd Oostbroek nogmaals verkocht, samen met hoven, tuinen, bos en 35,5 grazen land. Daarna zal de borg wel afgebroken zijn, want deze wordt daarna niet meer genoemd. Later stond hier de boerderij Oostbroek, die vroeger ook als herberg werd gebruikt. In 1930 werd deze boerderij afgebroken en werd er het huis 'Oost Broek' gebouwd. Van de borg resteren alleen het achterste deel van de gracht, waarlangs een aantal bomen staat.

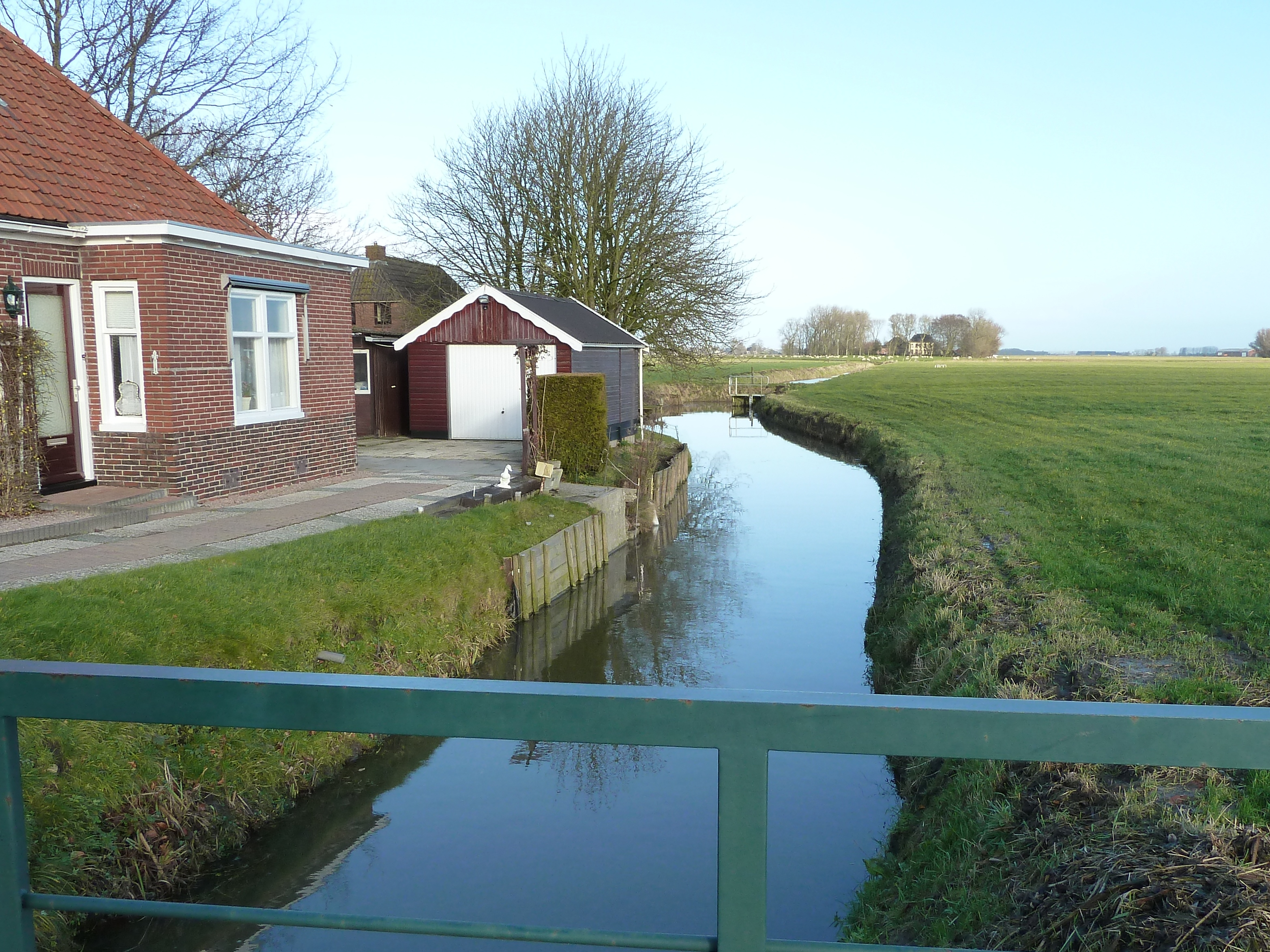
Het Lellenstermaar bij Lellens naar het noorden gezien

### Bedrijvigheid
Rond de tijd dat de kerk werd gebouwd, kreeg Lellens ook een verbinding met het Damsterdiep door het graven van het Lellenstermaar naar het Westerwijtwerdermaar bij Oosterdijkshorn. In het dorp stonden begin 20e eeuw onder meer een café annex bakkerij en winkel, een smederij, een kruidenier en nog een winkel. Een beurtschipper vervoerde goederen van en naar het Damsterdiep over het Lellenstermaar. In het dorp was (en is) een kleine haven. De bedrijvigheid in Lellens verdween in de loop van de 20e eeuw. Net als zovele andere dorpen heeft het geen eigen voorzieningen meer.
| 152¹                                                                       | 188¹ | 105 | 72 | 104 | 104 | 104 | 153¹ | 132 | 101 | 107 | 70 | 80 | 70 | 60 | 50 | 75 | 70 |
| Data afkomstig van volkstellingen.nl & CBS. ¹inclusief buiten kom (Hemert) |      |     |    |     |     |     |      |     |     |     |    |    |    |    |    |    |    |

## Gebouwen

### Kerk

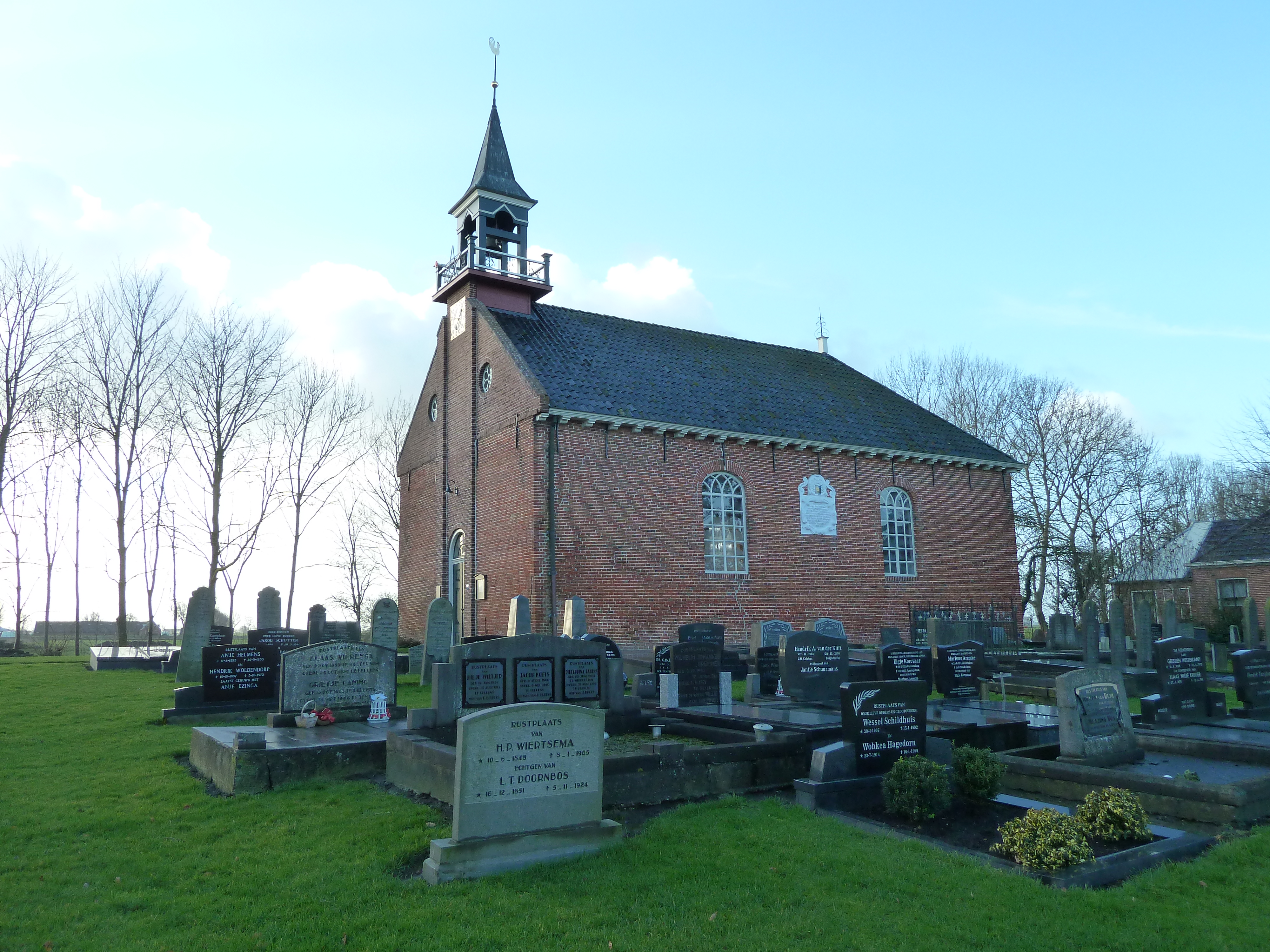
De kerk van Lellens

De kerk van Lellens is een eenvoudige zaalkerk. In de kerk staan onder meer een 17e-eeuwse preekstoel en twee herenbanken uit het begin van de 18e eeuw. Het orgel was oorspronkelijk een kabinetorgel dat rond 1800 door Heinrich Hermann Freytag werd gebouwd voor het Huis te Lellens en in 1860 door Geert Pieters Dik werd verbouwd tot kerkorgel. Aan de muur hangt het rouwbord uit 1690, waarop 64 kwartierwapens van de familie Gruys-Tamminga zijn te zien. Op de grond van de kerk liggen een aantal 18e-eeuwse grafzerken. In de dakruiter hangt een klok uit 1686. Begin jaren 2000 was de kerk ernstig vervallen en werd de dakruiter uit voorzorg naast de kerk gezet. In 2010 werd de kerk gerestaureerd. Naast de kerk staat de bijbehorende neoclassicistische pastorie, die gebouwd werd in 1868.

### Overige gebouwen
Van de borg resteert het schathuis uit 1687, dat is verbouwd tot boerderij. Ook is de oprijlaan met de kenmerkende linden nog aanwezig. Aan het begin van de oprijlaan staan twee hekposten met het wapen van Klinker-Lellens en de jaartallen 1785 en 1801. Vier zandstenen tuinbeelden, die de vier jaargetijden voorstellen, werden na de sloop van de borg in de jaren 1960 geplaatst in de tuin van een huis aan de Utrechtse Vecht. Na aankoop door het Groninger Museum in de jaren 1960 werden ze overgebracht naar de Menkemaborg in Uithuizen. Achter de borg lag een kunstmatige heuvel, die na de sloop is afgegraven.
In Lellens heeft vroeger een school gestaan, die waarschijnlijk rond de tijd van de bouw van de kerk werd gesticht. Deze school komt nog voor in de 19e eeuw en behoorde toen tot de 'laagste rang' van scholen.
Lellens heeft zelf geen molen gehad. Wel stonden er twee watermolens rond het dorp. Ten oosten van het dorp richting Kröddeburen stond een spinnenkopmolen ter bemaling van de Tichellandsterpolder, die in 1933 werd vervangen door een windmotor, die zelf weer werd gesloopt in de jaren 1970. Ten zuidwesten van het dorp aan de Maljehornsterweg en ten noorden van het Westerwijtwerdermaar werd in 1869 een watermolen gebouwd ter bemaling van de polder Bouwlust. Deze grondzeiler werd in 1943 vernield door een losgeslagen Britse kabelballon.
Aan de Borgweg staat het uit 1852 daterende armenhuis, dat oorspronkelijk uit vier woningen bestond, maar later werd verbouwd tot een dubbele woning. Voor het armenhuis bevindt zich nog de oorspronkelijke waterput.
In 2009 kreeg Lellens een dorpshuis: een houten gebouwtje met de naam 't Proathoeske.

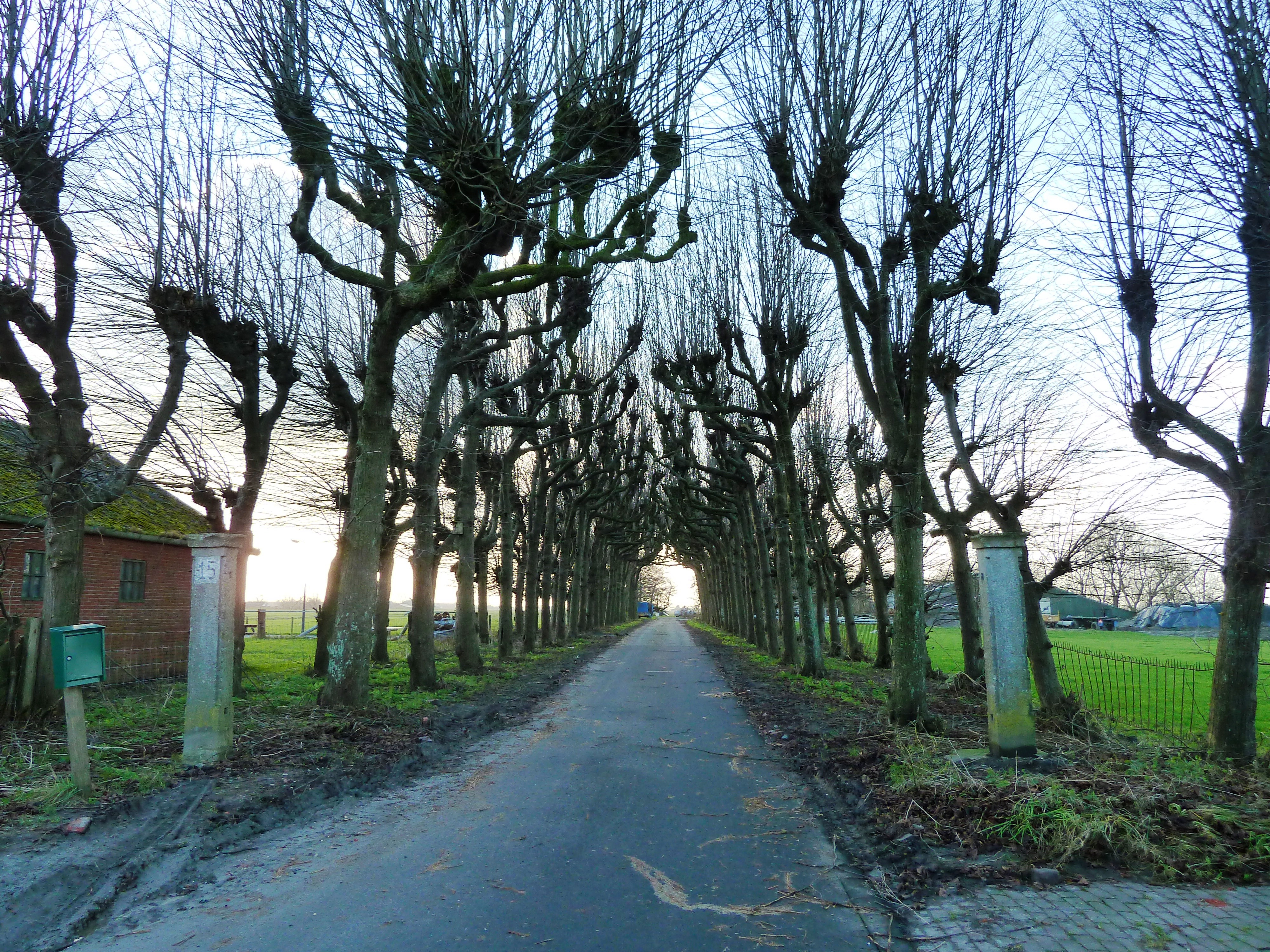
Oprijlaan naar het vroegere Huis te Lellens
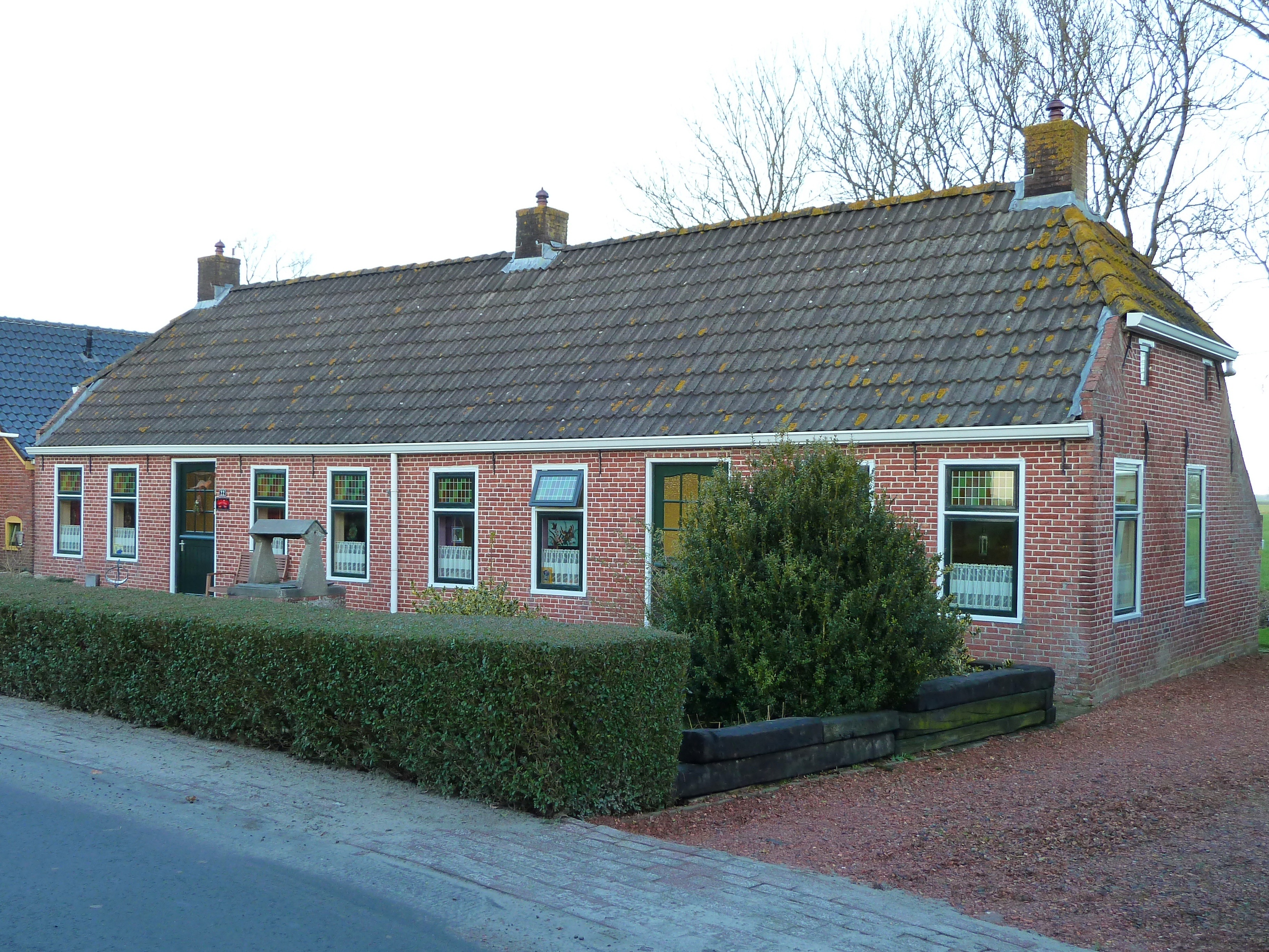
Het armenhuis
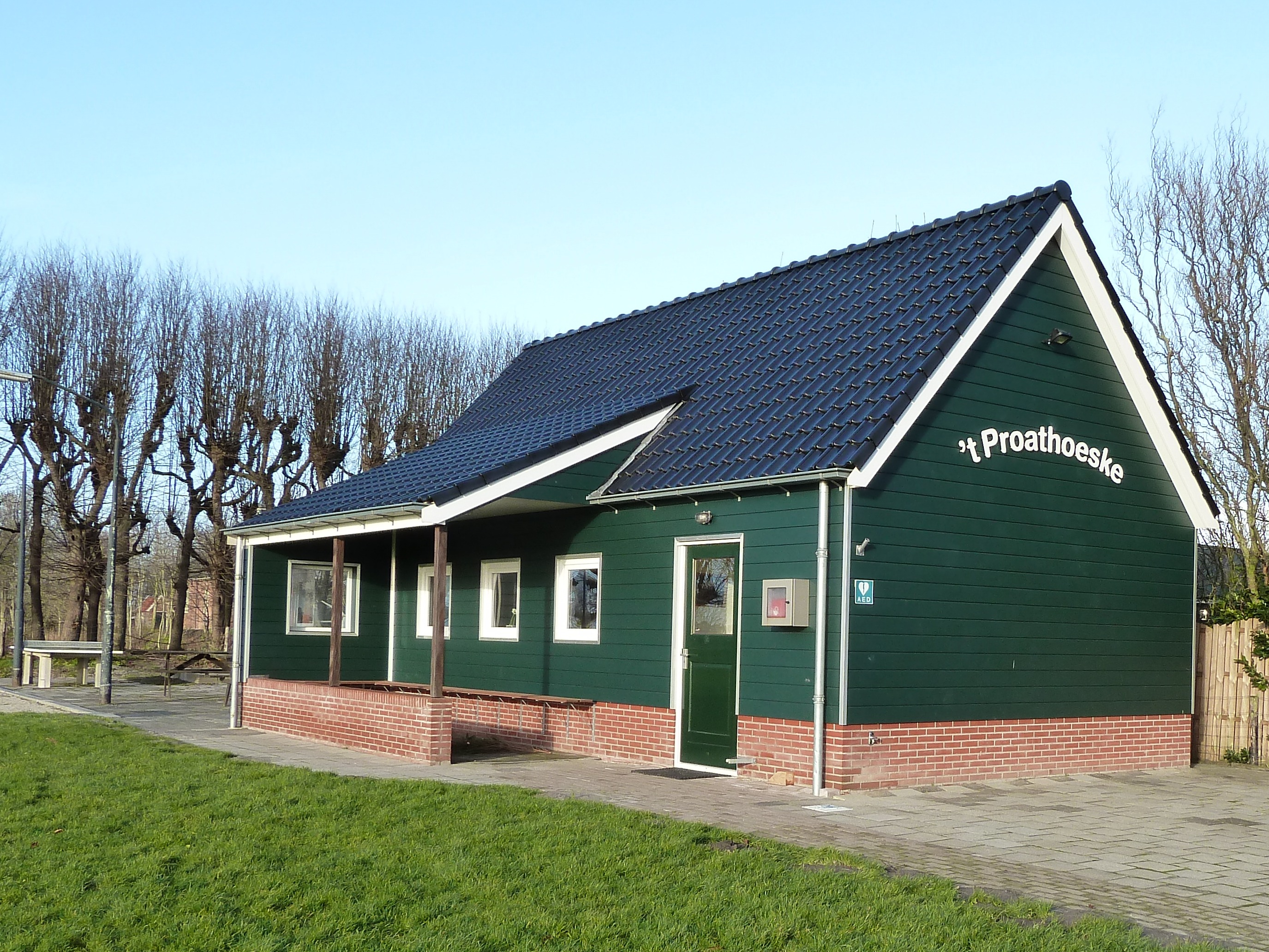
Dorpshuis 't Proathoeske